# 532 (numero)
Cinquecentotrentadue (532) è il numero naturale dopo il 531 e prima del 533.

## Proprietà matematiche
- È un numero pari.
- È un numero composto con 12 divisori: 1, 2, 4, 7, 14, 19, 28, 38, 76, 133, 266, 532. Poiché la somma dei suoi divisori (escluso il numero stesso) è 588 > 532, è un numero abbondante.
- È un numero pentagonale e un numero 27-gonale.
- È un numero palindromo e un numero a cifra ripetuta nel sistema di numerazione posizionale a base 11 (444).
- È un numero pratico.
- È un numero nontotiente (per cui la equazione φ(x) = n non ha soluzione).
- È un numero congruente.
- È un numero semiperfetto in quanto pari alla somma di alcuni (o tutti) i suoi divisori.
- È parte delle terne pitagoriche (165, 532, 557), (339, 532, 665), (532, 624, 820), (532, 855, 1007), (532, 1395, 1493), (532, 1824, 1900), (532, 2499, 2555), (532, 3705, 3743), (532, 5040, 5068), (532, 10101, 10115), (532, 17685, 17693), (532, 35376, 35380), (532, 70755, 70757).

## Astronomia
- 532 Herculina è un asteroide della fascia principale.
- NGC 532 è una galassia spirale della costellazione dei Pesci.

## Astronautica
- Cosmos 532 è un satellite artificiale russo.